# 2128 Wetherill
2128 Wetherill је астероид главног астероидног појаса чија средња удаљеност од Сунца износи 2,730 астрономских јединица (АЈ).
Апсолутна магнитуда астероида је 13,6.